# Federación Regional de Asociaciones Vecinales de Madrid
La Federación Regional de Asociaciones Vecinales de Madrid (FRAVM) es una organización no gubernamental que aglutina a 290 colectivos ciudadanos de la Comunidad de Madrid que nace con motivo de las movilizaciones vecinales que se produjeron en España en el final de la dictadura del general Franco durante la transición democrática. Fue legalizada en 1977. Entre sus prioridades de lucha están la reivindicación por una vivienda digna y un urbanismo a escala humana, el fomento de la participación ciudadana con especial atención a la población migrante y a los derechos de las mujeres.

## Historia
El origen de la Federación se sitúa en la gestación y desarrollo del movimiento vecinal de Madrid, como consecuencia de las primeras reivindicaciones populares surgidas de la inmigración española procedentes del ámbito rural en los años cincuenta.  Las demandas fueron por bienes básicos como el alumbrado público, los colegios, el suministro de agua o el asfaltado de las calles.

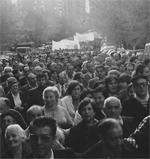
Manifestación contra la subida del precio del pan en Madrid, 1976.

Con el tiempo, las asambleas vecinales empezaron a estructurarse en torno al movimiento obrero, los partidos ilegales -principalmente el Partido Comunista de España- y la Iglesia de base hasta que la Ley de Asociaciones de 1964 reconoció el derecho de asociación. La primera asociación vecinal que se legalizó fue la de Palomeras Bajas en 1968.
Entre ese año y 1970 se pusieron en marcha veinte asociaciones más en otros barrios populares como Moratalaz, Orcasitas o SanBlas, y en municipios como Alcalá de Henares, San Sebastián de los Reyes, Leganés y Getafe. La lucha por la legalización se enfrentó a la postura del régimen que las consideraba "asociaciones vecinales en trámite".
La Federación saca a la luz en 1970 un fraude en la venta del pan, ya que el Consorcio de Panaderos lo estaba vendiendo con un precio inferior al marcado, lo que da origen a meses de protesta en la llamada "Guerra del pan" por la que vecinos y vecinas consiguen la vuelta del precio de la venta equivalente a su peso. 
En febrero de 1975 se constituyó la Federación Provincial de Asociaciones de Vecinos (FPAV), origen de la actual FRAVM. Un hecho remarcable fue la movilización de alrededor de 50.000 personas que exigieron la legalización de las asociaciones vecinales, lo que derivó en el primer encuentro de Asociaciones Vecinales de España en 1977 y su legalización. En la década de los ochenta se celebró el primer congreso del movimiento vecinal madrileño y se negociaron las primeras Normas de Participación Ciudadana del Ayuntamiento de Madrid.
Una de las principales reivindicaciones fue la remodelación de los barrios más marginados que logró que 150.000 personas fueran realojadas en los años siguientes, trasladándose desde los barrios de chabolas e infraviviendas de Madrid a viviendas de promoción pública. Esta actuación continuada fue seleccionada por la ONU como Buena Práctica en 1996.
Desde entonces ha seguido creciendo y en 2008 se celebró el 40 aniversario del nacimiento del movimiento ciudadano en Madrid.

### Lucha por la vivienda
La FRAVM convocó la primera manifestación en Madrid por el derecho a la vivienda, que tuvo lugar en 1975 en el barrio madrileño de Vallecas.
El Día Vecinal, que se celebró en Aranjuez el 16 de mayo de 1976 y que acabó con centenares de personas heridas por los golpes de la Guardia Civil, desembocó en la llamada "manifestación de Preciados", donde más de 50.000 vecinos y vecinas colapsaron esa calle "contra la carestí a y por la legalización inmediata de las asociaciones de vecinos y demás entidades ciudadanas".
Esos mimos motivos llevaron a unas 1000.000 personas a manifestarse en Moratalaz tres meses después, lo que sirvió de base del primer encuentro de Asociaciones Vecinales de España que se produjo el 19 y 20 de marzo de 1977.
En 1979 se aprobó por prte del Gobierno la Operación Barrios en Remodelación, un programa ejecutado en las dos décadas siguientes que hizo que 150.000 personas abandonaran chabolas e infraviviendas y fueran realojadas en sus propios barrios, en viviendas de promoción pública. Esta actuación, que afectó a once distritos se completó en los años 90 en otros siete distritos más. Esta experiencia fue seleccionada por la ONU como buena práctica en 1967.
En los 90, la FRAVM desarrolla una lucha intensa por el desmantelamiento de los poblados marginales, logrando su práctica desaparición a finales de esa década y el realojo de más de 2000 familias.
En esos años la federación desarrolla el cooperativismo vecinal de vivienda impulsando cooperativas en diversos barrios.
En 2011 impulsa, junto con otros colectivos, la Plataforma de Afectado por la Hipoteca (PAH) de Madrid, muy activa en la paralización de desahucios de familias sin alternativa de vivienda.
De igual manera la FRAVM se ha implicado en la reversión de las operaciones de venta de vivienda pública (del IVIMA Y de la EMVS) a fondos buitre en 2013 y apoya la lucha de casi 5.000 familias afectadas.
Respecto a la planificación urbanística, la FRAVM se ha implicado en las grandes operaciones de la capital y en las normas esenciales como los Planes Generales de Ordenación Urbana, con el objetivo de construir barrios y ciudades pensados para las personas residentes, bien comunicados y con los equipamientos y zonas de esparcimiento indispensables.

### Servicios sociales y derechos públicos
La defensa del acceso a servicios y derechos públicos universales y de calidad, como sanidad, educación, agua o cultura, son objetivos básicos de la FRAVM. En lo referente a la salud,la lucha vecinal ha logrado la apertura de numerosos centros de atención primaria y hospitales en la región, y ha conseguido importantes hitos como el uso civil del hospital militar Gómez-Ulla de Carabanchel o la paralización del cierre del hospital de La Princesa, que dará origen al movimiento de la Marea Blanca.
En educación, se ha logrado la apertura de numerosos colegios, institutos, escuelas infantiles y de adultos así como centro de mayores, culturales y deportivos, especialmente en los barrios de nueva creación.
El objetivo de la FRAVM es construir barrios abiertos, dinámicos, activos, plurales y acogedores, fomentando la integración de los nuevos vecinos y vecinas, usando el diálogo y la mediación comunitaria como métodos para resolver los conflictos.

### Las mujeres en la historia del movimiento vecinal de Madrid

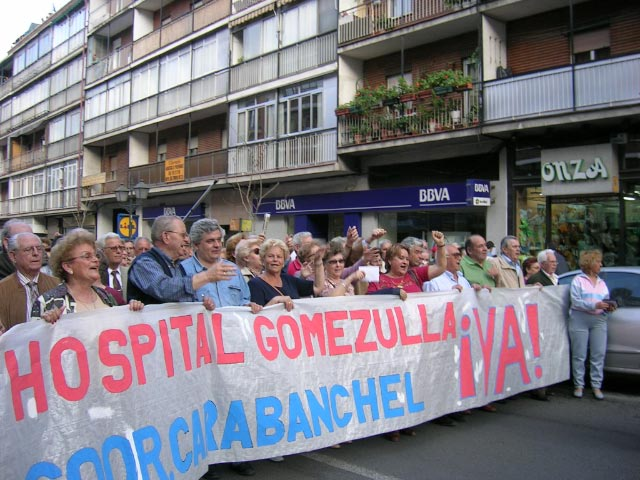
Manifestación vecinal por la construcción de un hospital público en Carabanchel, Madrid, abril de 2006.

El papel de las mujeres en el germen del movimiento vecinal madrileño fue especialmente relevante, protagonizando y liderando muchas de las demandas y un proceso de empoderamiento al ser conocedoras directas de los problemas de los barrios en los que vivían. "El movimiento vecinal sería iniciado por mujeres, especialmente ejercido por el Movimiento Democrático de Mujeres el cual trataría de aunar las reivindicaciones por una mejor de las infraestructuras de los suburbios con la lucha por los derechos democráticos en el contexto marcado por la represión franquista y la falta de libertades" señala la investigadora Llanos López Jiménez destacando que este papel protagonista no equivalía en la mayoría de los casos a su liderazgo porque las mujeres quedaban marginadas e invisibilizadas en el movimiento dado que las mujeres amas de casa eran sistemáticamente ignoradas por la prensa y a nivel práctico las mayoría de las vocalías estaban lideradas por hombres y mantenían al margen los temas relativos a la igualdad de la mujer.

## Objetivos
La FRAVM centra gran parte de su actividad en el apoyo y representación de las organizaciones vecinales. Entre los objetivos de trabajo prioritarios están la lucha por una vivienda digna, el fomento de la participación ciudadana, el bienestar social, el respeto por el medio ambiente, la defensa del transporte público y el acceso a la cultura, con especial atención a la población migrante y a los derechos de las mujeres.

## Reconocimientos
1988.- Reconocimiento por el Ayuntamiento de Madrid como Entidad Pública Municipal.
1994.- Medalla de Oro de la Comunidad de Madrid.
1996.- Premio de la ONU como Buena Práctica al Proyecto Remodelación de Barrios.
2007.- Medalla de Oro de Madrid a Prisciliano Castro, Presidente de la FRAVM.
2012.- Reconocimiento del Observatorio Internacional de Democracia Participativa a los Planes de Barrio como Buena Práctica en Participación Ciudadana.
2015.- Reconocimiento de Eurocities (Red de Ciudades Europeas) al Servicio de Dinamización de Empleo como Ejemplo de Buena Práctica para un mercado laboral inclusivo.
2014.- Reconocimiento de la Asamblea de Madrid.
2017.- Reconocimiento de Pleno del Ayuntamiento de Madrid a la labor de la FRAVM y el movimiento vecinal.
2019.- Reconocimiento de EnFeM (Comisión Europea) al Servicio de Dinamización Vecinal como Ejemplo de Buenas Prácticas por la Integración de las Mujeres Migrantes.
2021.- Premio Madrid a la Mejor Iniciativa Social a las Despensas solidarias.